# Трејвиндс (Тексас)
Трејвиндс (енгл. Tradewinds) насељено је место без административног статуса у америчкој савезној држави Тексас.

## Демографија
По попису из 2010. године број становника је 180, што је 17 (10,4%) становника више него 2000. године.
| Група             | 2000.       | 2010.       |
| Белци             | 36 (22,1%)  | 32 (17,8%)  |
| Афроамериканци    | 0 (0,0%)    | 0 (0,0%)    |
| Азијати           | 0 (0,0%)    | 1 (0,6%)    |
| Хиспаноамериканци | 126 (77,3%) | 148 (82,2%) |
| Укупно            | 163         | 180         |